# Bahnstrecke Leipzig-Wahren–Leipzig-Engelsdorf
| Ausschnitt der Streckenkarte Sachsen 1915 |                      |                                                 |                                                 |
| Streckennummer: | 6369; sä. ESch       |                                                 |                                                 |
| Kursbuchstrecke (DB): | —                    |                                                 |                                                 |
| Streckenlänge: | 17,828 km            |                                                 |                                                 |
| Spurweite: | 1435 mm (Normalspur) |                                                 |                                                 |
| Streckenklasse: | CM4, D4              |                                                 |                                                 |
| Stromsystem: | 15 kV, 16,7 Hz ~     |                                                 |                                                 |
| Maximale Neigung: | 13,9 ‰               |                                                 |                                                 |
| Minimaler Radius: | 325 m                |                                                 |                                                 |
| |                      |                                                 |                                                 |
| \| \| \| von Magdeburg Hbf \| \| \| \| 0,000 \| Leipzig-Wahren Gbf früher Wahren \| Leipzig-Wahren Gbf früher Wahren \| \| \| \| nach Leipzig Hbf \| \| \| \| \| Abzw L (von Leipzig-Leutzsch) \| \| \| \| 4,834 \| Wiederitzsch \| 125 m \| \| \| \| EÜ Viaduktweg \| \| \| \| \| Viadukt Wiederitzsch (Rietzschkeniederung) \| \| \| \| \| EÜ Delitzscher Straße \| \| \| \| \| nach Leipzig Messe und Abzw Leipzig Messe Süd \| \| \| \| \| Leipzig Hbf–Bitterfeld \| \| \| \| \| EÜ Maximilianallee (Bundesstraße 2) \| \| \| \| \| von Bft Leipzig Messe Nord \| \| \| \| \| von Eltersdorf \| \| \| \| 7,441 \| Leipzig-Mockau \| 125 m \| \| \| \| EÜ Essener Straße \| \| \| \| \| nach Leipzig Hbf \| \| \| \| \| von Leipzig Hbf \| \| \| \| \| EÜ Friedrichshafner Straße \| \| \| \| \| EÜ Mockauer Straße \| \| \| \| \| EÜ Beuthstraße \| \| \| \| \| EÜ An der Parthe \| \| \| \| \| Partheaue \| \| \| \| \| EÜ Sternbachstraße \| \| \| \| \| EÜ Theklaer Straße \| \| \| \| 10,699 \| Leipzig-Thekla \| 125 m \| \| \| \| nach und von Eilenburg \| \| \| \| \| Hammerwerkbrücke (SÜ Leupoldstraße) \| \| \| \| \| SÜ Torgauer Straße (Bundesstraße 87) \| \| \| \| 13,395 \| Leipzig-Schönefeld früher Schönefeld Pr.Stb. \| 125 m \| \| \| \| EÜ Permoserstraße \| \| \| \| \| nach Leipzig Eilenburger Bf \| \| \| \| \| Infrastrukturgrenze Pr.Stb.–K.S.Stb. (bis 1920) \| \| \| \| \| Leipzig–Dresden und Leipzig–Geithain \| \| \| \| \| von Leipzig-Stötteritz \| \| \| \| \| von Leipzig Hbf \| \| \| \| 16,733 \| Leipzig-Engelsdorf \| Leipzig-Engelsdorf \| \| \| 17,828 \| Engelsdorf Ost \| Engelsdorf Ost \| \| \| \| nach Dresden-Neustadt \| \| |                      |                                                 |                                                 |
| Strecke |                      | von Magdeburg Hbf                               | von Magdeburg Hbf                               |
| Bahnhof | 0,000                | Leipzig-Wahren Gbf früher Wahren                | Leipzig-Wahren Gbf früher Wahren                |
| Abzweig ehemals geradeaus und nach rechts |                      | nach Leipzig Hbf                                | nach Leipzig Hbf                                |
| Abzweig ehemals geradeaus und von rechts |                      | Abzw L (von Leipzig-Leutzsch)                   | Abzw L (von Leipzig-Leutzsch)                   |
| Dienststation / Betriebs- oder Güterbahnhof | 4,834                | Wiederitzsch                                    | 125 m                                           |
| Brücke |                      | EÜ Viaduktweg                                   | EÜ Viaduktweg                                   |
| Brücke über Wasserlauf |                      | Viadukt Wiederitzsch (Rietzschkeniederung)      | Viadukt Wiederitzsch (Rietzschkeniederung)      |
| Brücke |                      | EÜ Delitzscher Straße                           | EÜ Delitzscher Straße                           |
| Abzweig geradeaus und nach links |                      | nach Leipzig Messe und Abzw Leipzig Messe Süd   | nach Leipzig Messe und Abzw Leipzig Messe Süd   |
| Kreuzung Anfang Hochstrecke |                      | Leipzig Hbf–Bitterfeld                          | Leipzig Hbf–Bitterfeld                          |
| Strecke Ende Hochstrecke |                      | EÜ Maximilianallee (Bundesstraße 2)             | EÜ Maximilianallee (Bundesstraße 2)             |
| Abzweig geradeaus und von links |                      | von Bft Leipzig Messe Nord                      | von Bft Leipzig Messe Nord                      |
| Abzweig geradeaus und von rechts |                      | von Eltersdorf                                  | von Eltersdorf                                  |
| Dienststation / Betriebs- oder Güterbahnhof | 7,441                | Leipzig-Mockau                                  | 125 m                                           |
| Brücke |                      | EÜ Essener Straße                               | EÜ Essener Straße                               |
| Abzweig geradeaus und nach rechts |                      | nach Leipzig Hbf                                | nach Leipzig Hbf                                |
| Abzweig geradeaus und von rechts |                      | von Leipzig Hbf                                 | von Leipzig Hbf                                 |
| Brücke |                      | EÜ Friedrichshafner Straße                      | EÜ Friedrichshafner Straße                      |
| Brücke |                      | EÜ Mockauer Straße                              | EÜ Mockauer Straße                              |
| Brücke |                      | EÜ Beuthstraße                                  | EÜ Beuthstraße                                  |
| Brücke |                      | EÜ An der Parthe                                | EÜ An der Parthe                                |
| Brücke über Wasserlauf |                      | Partheaue                                       | Partheaue                                       |
| Brücke |                      | EÜ Sternbachstraße                              | EÜ Sternbachstraße                              |
| Brücke |                      | EÜ Theklaer Straße                              | EÜ Theklaer Straße                              |
| Bahnhof | 10,699               | Leipzig-Thekla                                  | 125 m                                           |
| Abzweig geradeaus, nach links und von links |                      | nach und von Eilenburg                          | nach und von Eilenburg                          |
| Strecke mit Straßenbrücke |                      | Hammerwerkbrücke (SÜ Leupoldstraße)             | Hammerwerkbrücke (SÜ Leupoldstraße)             |
| Strecke mit Straßenbrücke |                      | SÜ Torgauer Straße (Bundesstraße 87)            | SÜ Torgauer Straße (Bundesstraße 87)            |
| Dienststation / Betriebs- oder Güterbahnhof | 13,395               | Leipzig-Schönefeld früher Schönefeld Pr.Stb.    | 125 m                                           |
| Brücke |                      | EÜ Permoserstraße                               | EÜ Permoserstraße                               |
| Abzweig geradeaus und nach rechts |                      | nach Leipzig Eilenburger Bf                     | nach Leipzig Eilenburger Bf                     |
| Grenze |                      | Infrastrukturgrenze Pr.Stb.–K.S.Stb. (bis 1920) | Infrastrukturgrenze Pr.Stb.–K.S.Stb. (bis 1920) |
| Kreuzung geradeaus oben |                      | Leipzig–Dresden und Leipzig–Geithain            | Leipzig–Dresden und Leipzig–Geithain            |
| Abzweig geradeaus und von rechts |                      | von Leipzig-Stötteritz                          | von Leipzig-Stötteritz                          |
| Abzweig geradeaus und ehemals von links |                      | von Leipzig Hbf                                 | von Leipzig Hbf                                 |
| Bahnhof | 16,733               | Leipzig-Engelsdorf                              | Leipzig-Engelsdorf                              |
| ehemaliger Haltepunkt / Haltestelle | 17,828               | Engelsdorf Ost                                  | Engelsdorf Ost                                  |
| Strecke |                      | nach Dresden-Neustadt                           | nach Dresden-Neustadt                           |

Die Bahnstrecke Leipzig-Wahren – Leipzig-Engelsdorf ist eine zweigleisige, elektrifizierte Hauptbahn in Sachsen, die Teil des nördlichen Leipziger Güterrings ist. Sie dient vornehmlich der Abwicklung des West-Ost-Güterverkehrs im Eisenbahnknoten Leipzig. In Betrieb ist nur noch der Abschnitt von Wiederitzsch nach Leipzig-Engelsdorf, der Abschnitt zwischen dem Rangierbahnhof Leipzig-Wahren und Abzw L wurde 2004 infolge der Wiederinbetriebnahme der Bahnstrecke Leipzig-Wahren–Leipzig Hbf aufgelassen. Durch die Verlegung des Reiseverkehrs auf diese Verbindung und den Abschnitt Gröbers – Flughafen Leipzig/Halle – Leipzig Hbf war es möglich, die ehemaligen Reisezuggleise für die Verbindung Wiederitzsch–Wahren und die Güterzuggleise für Wiederitzsch–Leutzsch zu nutzen.

## Geschichte
Die Strecke wurde von der Preußischen Staatsbahn und den Königlich Sächsischen Staatseisenbahnen im Zuge der Umgestaltung des Eisenbahnknotens Leipzig nach der Jahrhundertwende erbaut. Der Abschnitt von Leipzig-Wahren bis Schönefeld entstand in Regie der Preußischen Staatsbahn, der restliche Abschnitt bis Engelsdorf gehörte zu den Königlich Sächsischen Staatseisenbahnen. Eröffnet wurde die gesamte Strecke am 1. Mai 1906.
Kurz vor dem Ersten Weltkrieg wurde die Strecke bis Leipzig-Schönefeld elektrifiziert. Die Eröffnung des elektrischen Zugbetriebs erfolgte am 1. Mai 1914. Kriegsbedingt wurde der elektrische Betrieb schon bald wieder aufgegeben und die Fahrleitung abgebaut. 
Am 1. April 1920 ging die Gesamtstrecke an die Deutsche Reichsbahn über. Der ehemals preußische Teil wurde von der Reichsbahndirektion Halle, der sächsische von der Reichsbahndirektion Dresden verwaltet. Nach einer Korrektur der Direktionsgrenzen 1934 gehörte dann die Gesamtstrecke zur Reichsbahndirektion Halle.
Die Wiederelektrifizierung der Strecke erfolgte bereits kurz nach dem Ersten Weltkrieg. Ab 25. Januar 1921 fand wieder elektrischer Zugbetrieb bis Schönefeld statt. Der elektrische Betrieb auf der Gesamtstrecke bis Engelsdorf wurde am 8. Oktober 1922 aufgenommen. Damit war erstmals eine ehemals sächsische Eisenbahnstrecke elektrifiziert worden.
Nach dem Zweiten Weltkrieg kam es erneut zum Abbau der Fahrleitungsanlagen. Am 31. März 1946 endete der elektrische Zugbetrieb und alle Anlagen wurden kurz darauf als Reparationsleistung für die Sowjetunion abgebaut. Seit dem 29. Mai 1959 wird die Strecke wieder elektrisch betrieben.
Zwischen Leipzig-Wahren und Wiederitzsch besteht nur noch die Strecke Magdeburg – Leipzig Messe Süd, über die nun der Güterverkehr von und nach Leipzig-Wahren abgewickelt wird. Mit dem Ausbau der Weichen der bisherigen Abzw L wurde sie zum Streckenwechsel, an dem die Güterringstrecke in die Strecke 6381 zur Abzw S und weiter nach Leipzig-Leutzsch übergeht. Im Februar 2016 wurde ein Auftrag zum Umbau des Bahnhofs Leipzig-Mockau und der Erneuerung mehrerer Eisenbahnbrücken vergeben. Der Neubau der Brücken zwischen Leipzig-Mockau und Thekla erfolgte vom Herbst 2016 bis Ende 2019, die Bauzustände bezogen die parallele Strecke Leipzig–Eilenburg mit ein. Durch die in dieser Zeit eingerichtete Bauabzweigstelle Thekla-West konnten in diesem Abschnitt, von kurzzeitigen Vollsperrungen beim Wechsel von Bauzuständen abgesehen, immer zwei von drei Gleisen befahren werden. Für den Bau des Haltepunktes Mockauer Straße mussten die Streckengleise in diesem Bereich leicht nach Norden verschoben werden. Die zusätzliche Bahnsteigkante am Richtungsgleis Leipzig-Mockau–Leipzig-Thekla kann allerdings erst genutzt werden, wenn das Kreuzungsbauwerk der Strecke Leipzig–Eilenburg mit den Strecken Trebnitz–Leipzig und Eltersdorf–Leipzig neugebaut wurde.